# Gabriele Isenberg
Gabriele Isenberg, geboren 1943, in Hattingen aufgewachsen, ist eine deutsche Historikerin und Mittelalterarchäologin. Sie war von 1997 bis 2008 Chefarchäologin beim Landschaftsverband Westfalen-Lippe (LWL). Während ihrer Amtszeit zog das LWL-Archäologiemuseum 2003 nach Herne um. Auch die verbliebenen Teile der LWL-Archäologie für Westfalen, darunter die Direktion, die Verwaltung und die Bibliothek, zogen im Oktober 2008 aus Münsters Innenstadt in die sogenannte Speicherstadt nach Münster-Coerde.

## Leben und Wirken
Gabriele Isenberg wuchs in Hattingen als Tochter eines Arztes auf, studierte zunächst Geschichte, Kunstgeschichte und Deutsch. Nach der Teilnahme an Ausgrabungen in Winchester begeisterte sie sich für die Archäologie. Sie lernte in England alle Techniken und Methoden im Umgang mit den Kulturgütern im Boden: Vom Vermessen des Geländes über das Freilegen von Mauern und Scherben bis zum Zeichnen. Das Wichtigste war für sie die Interpretation der Funde.
Gabriele Isenberg hat sich während ihrer 34 Dienstjahre im Landschaftsverband Westfalen-Lippe viele Verdienste erworben und die Archäologie in Westfalen entscheidend vorangebracht.
Seit 1989 ist sie ordentliches Mitglied der Historischen Kommission für Westfalen.

### Organisatorisches
Als Leiterin der LWL-Archäologie musste sie schwierige Aufgaben bewältigen:
- Neue Standorte in Herne und Münster wurden geschaffen und Umzüge mussten organisiert werden.
- Das Landesmuseum in Herne, 2003 eröffnet, musste gestaltet werden. Mit rund 10.000 Funden zeigt es seitdem die Geschichte der Menschen in der Region von der Steinzeit bis heute.
- Der Umzug der LWL-Archäologie nach Münster-Coerde erforderte jahrelange Vorbereitungen.

### Förderung
- Während ihrer Direktionszeit förderte sie die Einrichtung von „Stadtarchäologien“, zum Beispiel in Soest und Dortmund.
- Die Zusammenarbeit der LWL-Archäologie mit dem Naturwissenschaftlichen Verein für Westfalen in Form von Tagungen und Publikationen wurde vorangetrieben.
- Außerdem bildete sie Nachwuchswissenschaftler in der Mittelalter- und Neuzeitarchäologie aus.

### Ausgrabungen
Eine große Fülle an Ausgrabungen und Untersuchungen brachte sie wesentlich voran. Bei ihrer Verabschiedung im Sommer 2008 war
die Presse-Information recht treffend untertitelt: „Eine Frau gräbt sich durch Westfalen“. Die Mittelalter-Expertin leitete seit 1974 hunderte archäologischer Untersuchungen, von der kurzzeitigen Baustellenbeobachtung bis zur mehrjährigen Großgrabung. Einige wichtige Projekte waren:
- Die Untersuchungen in der „Kirche der Heiligen Ida“ (am 26. November 980 heiliggesprochen) in Herzfeld (Lippetal) (Kreis Soest) von 1975 bis 1976.
- In Corvey (Kreis Höxter) legten die Mittelalter-Archäologen unter Leitung von Isenberg von 1975 bis 1980 die Probstei tom Roden frei. Sie war im 12. Jahrhundert gegründet und im 16. Jahrhundert aufgegeben worden, also nie überbaut worden. So konnte man den vollständigen Grundriss des Klosters bestimmen.
- In Soest erforschte sie von 1981 bis 1982 ein mittelalterliches Sälzerquartier. Hier hatte man seit dem 6. Jahrhundert Salz hergestellt.
- Von 1985 bis 1991 untersuchten Isenberg und ihr Team komplett die Wasserburg Haus Witten in Witten-Herbede (Ennepe-Ruhr-Kreis) aus dem 13./14. Jahrhundert.
- Auch in Münster selbst leitete sie im Stadtzentrum Ausgrabungen von 1986 bis 1989, die nötig waren, bevor hier die Stadtbibliothek in ihren Neubau einzog. Die dreijährigen Untersuchungen legten die älteste Besiedlung Münsters außerhalb der Domburg frei.
- Die letzte große Grabung – Isenberg bezeichnete sie als „eine ihrer Lieblingsgrabungen“ – war in den Jahren 1991, 1992 und 1994 bei St. Peter und Paul in Marsberg-Obermarsberg (Hochsauerlandkreis). Hier konnte sie nachweisen, dass die Kirche aus dem 13. Jahrhundert tatsächlich auf den Fundamenten der Peterskirche steht, die Karl der Große 785 in der ehemaligen Sachsenfestung Eresburg errichten ließ.[1]

## Publikationen
- Regesta Imperii: Publikationen von Gabriele Isenberg, abgerufen am 24. März 2018.
- Deutsche Nationalbibliothek: Publikationen von Gabriele Isenberg, abgerufen am 25. März 2018.